# Badminton bei den World Masters Games 2005
Badminton wurde bei den World Masters Games 2005 in den Altersklassen O35 bis O80 gespielt. Es wurde in mehreren Leistungskategorien von Open bis hin zu Recreational um die Medaillen gekämpft. Folgend die Medaillengewinner in der höchsten Kategorie (Open). Die Wettkämpfe fanden vom 22. bis zum 30. Juli 2005 in Edmonton statt. An den ersten vier Tagen wurde ein Teamwettbewerb ausgetragen.

## Medaillengewinner
| Disziplin             | Gold                                  | Silber                                   | Bronze                           |
| --------------------- | ------------------------------------- | ---------------------------------------- | -------------------------------- |
| Herreneinzel MS 35–39 | Shinya Aoki                           | Bernd Schwitzgebel                       | Wen Wang                         |
| Herrendoppel MD 35–39 | Nadim Ishaq Tahir Ishaq               | Erik Nilsson Jeff White                  | Shinya Aoki Shuichiro Ogawa      |
| Dameneinzel WS 35–39  | Betty Blair                           | Karen Torstensen                         | Joyce Pittman                    |
| Damendoppel WD 35–39  | Shian Deng Denyse Julien              | Masae Chiba Chika Tanifuji               | Joanne Drackett Karen Torstensen |
| Mixed XD 35–39        | Shian Deng Erik Nilsson               | Shirley Mah Wen Wang                     | Chika Tanifuji Shinya Aoki       |
| Herreneinzel MS 40–44 | Grant Pittman                         | Sarosh Wadia                             | James Grimmett                   |
| Herrendoppel MD 40–44 | Marc Petreman Grant Pittman           | Kurniahu K Kie Tijo John Liong Kiat Wong | Grant Demenech Kevin Ross        |
| Dameneinzel WS 40–44  | Denyse Julien                         | Claire Allison                           | Gabriele Kumpfmüller             |
| Damendoppel WD 40–44  | Shian Deng Denyse Julien              | Maria Francisca Ruth Wihardjo            | Shirley Thomson Susan Rogers     |
| Mixed XD 40–44        | Shirley Thomson Chris Dorey           | Susan Rogers Marc Petreman               | Barbara Heaney Grant Pittman     |
| Herreneinzel MS 45–49 | Kevin Ross                            | Chris Dorey                              | Imre Bereknyei                   |
| Herrendoppel MD 45–49 | Solaiman Jonatan Yao Ximing           | Imre Bereknyei Chris Dorey               | Martin Lubransky Kevin Ross      |
| Dameneinzel WS 45–49  | Angelika Walter                       | Marlies Wessels                          | Mari Ikeda                       |
| Damendoppel WD 45–49  | Maria Francisca Ruth Wihardjo         | Angelika Walter Marlies Wessels          | Marcia Jackson Mari Ikeda        |
| Mixed XD 45–49        | Ruth Wihardjo Kurniahu K Kie Tijo     | Marlies Wessels Bernd Wessels            | Ann Maclean Martin Lubransky     |
| Herreneinzel MS 50–54 | Cheng Jia-Yan                         | Andre Pomerleau                          | Henry Paynter                    |
| Herrendoppel MD 50–54 | Michael Van Der Schilden Gary Helmkay | Shirish Nadkarni Hubert Miranda          | Andre Pomerleau Michel Martel    |
| Dameneinzel WS 50–54  | Siew Har Hong                         | Liz-Anne Eyford                          | Ann Maclean                      |
| Damendoppel WD 50–54  | Eileen Shore Ann Maclean              | Siew Har Hong Jennifer Aziz              | -                                |
| Mixed XD 50–54        | Jennifer Aziz Gary Helmkay            | Siew Har Hong Henry Paynter              | Lai Hsiu-Yueh Cheng Jia-Yan      |
| Herreneinzel MS 55–59 | Hubert Miranda                        | Anthony Knott                            | Toshihiko Yamamoto               |
| Herrendoppel MD 55–59 | Curt Dommeyer David Anderson          | Hubert Miranda Shirish Nadkarni          | Graham Feist Claus-Peter Lienig  |
| Dameneinzel WS 55–59  | Cheryl Lawrence                       | Sue Smith                                | Barbara Morin                    |
| Damendoppel WD 55–59  | Cheryl Lawrence Sue Smith             | Ann Murray Barbara Dootson               | Helen Weyand Barbara Morin       |
| Mixed XD 55–59        | Cheryl Lawrence Graham Feist          | Petra Waldeck Claus-Peter Lienig         | Barbara Morin Thomas Peterson    |
| Herreneinzel MS 60–64 | Harry Shadwick                        | Robert Cook                              | Heinz Gehrke                     |
| Herrendoppel MD 60–64 | Robert Cook Andy Gouw                 | Harry Shadwick Michael Coley             | Jeff Fishback Thomas Peterson    |
| Dameneinzel WS 60–64  | Renate Knötzsch                       | Renate Gabriel                           | Beryl Goodall                    |
| Damendoppel WD 60–64  | Renate Knötzsch Renate Gabriel        | Barbara Dootson Ann Murray               | Beryl Goodall Brenda Andrew      |
| Mixed XD 60–64        | Brenda Andrew Harry Shadwick          | Joyce Kallweit Andy Gouw                 | Karen Jackson Robert Cook        |
| Herreneinzel MS 65–69 | Mike Bilida                           | Helmuth Kreulitsch                       | Andrew Evans                     |
| Herrendoppel MD 65–69 | Graham Dixon John Grant Oliver        | Helmuth Kreulitsch Frank Emery           | -                                |
| Dameneinzel WS 65–69  | Jean Folinsbee                        | Margaret Hudson                          | Randi Gulbrandsen                |
| Damendoppel WD 65–69  | Jean Folinsbee Margaret Hudson        | Tove Clausager Randi Gulbrandsen         | Martha Vidrine Doris Clemett     |
| Mixed XD 65–69        | Doris Clemett Mukund Panvalkar        | Marian Mcfegan Graham Dixon              | Cynder Ho Wing Choon Sung        |
| Herreneinzel MS 70–74 | John Barrie                           | James Duberry                            | Kenji Azuma                      |
| Herrendoppel MD 70–74 | John Bennett Ole Schack               | Makoto Hamanaka Kenji Azuma              | Roger Kerby James Duberry        |
| Dameneinzel WS 70–74  | Toki Mashiko                          | Joyce Jones                              | Kayoko Komatsu                   |
| Damendoppel WD 70–74  | Claire Bowyer Cynder Ho               | Kayoko Komatsu Toki Mashiko              | Sylvia Hatton Joyce Jones        |
| Mixed XD 70–74        | Cynder Ho Wing Choon Sung             | Claire Bowyer John Barrie                | Toki Mashiko Larry Speed         |
| Herreneinzel MS 75–79 | James Bosco                           | Frank Melvin                             | Russell Mullan                   |
| Herrendoppel MD 75–79 | James Bosco Jack Harvey               | Russell Mullan Frank Melvin              | Ian Patterson William Boyer      |
| Dameneinzel WS 75–79  | Denise Coates                         | Norma Kopp                               | Glafyra Ennis                    |
| Herreneinzel MS 80+   | Jack Harvey                           | Daniel Bulkley                           | William Boyer                    |